# Józefów (gmina Kodrąb)
Józefów – wieś w Polsce, położona w województwie łódzkim, w powiecie radomszczańskim, w gminie Kodrąb.
W latach 1975–1998 miejscowość należała administracyjnie do województwa piotrkowskiego.